# Балка Аврамівська
Балка Аврамівська — балка (річка) в Україні у Кропивницькому й Олександрівському районах Кіровоградської області. Права притока річки Інгул (басейн Південного Бугу).

## Опис
Довжина балки приблизно 4,21 км, найкоротша відстань між витоком і гирлом — 3,84  км, коефіцієнт звивистості річки — 1,10 . Формується декількома загатами.

## Розташування
Бере початок на південно-східній околиці села Аврамівки. Тече переважно на північний схід і у селі Мар'янівка впадає у річку Інгул, ліву притоку Південного Бугу.

## Цікаві факти
- У XX столітті на балці існували молочно-тваринна ферма (МТФ), скотний двір та газова свердловина[2], а у XIX столітті — вітряний млин[1].